# Markus Voeth
Markus Voeth (* 18. Februar 1968 in Beckum) ist ein deutscher Betriebswirt. Er ist Professor für Marketing und Business Development an der Universität Hohenheim.

## Leben
Voeth studierte von 1987 bis 1992 Betriebswirtschaftslehre an der Westfälischen Wilhelms-Universität Münster. Von 1992 bis 2000 war er Wissenschaftlicher Mitarbeiter, Hochschulassistent und Hochschuldozent am Betriebswirtschaftlichen Institut für Anlagen und Systemtechnologien bei Klaus Backhaus in Münster. 1996 wurde er in Münster mit einer Arbeit über die Entmonopolisierung des Telekommunikationsmarktes promoviert. 2000 habilitierte er sich mit der Schrift Nutzenmessung in der Kaufverhaltensforschung.
Von 2000 bis 2002 war er Professor für Betriebswirtschaftslehre, insbesondere Marketing an der Universität-Gesamthochschule Duisburg. Zum Wintersemester 2002 wechselte er auf den Lehrstuhl für Marketing & Business Development im Institut für Marketing&Management an die Universität Hohenheim.
Im November 2005 erhielt er mit seinem Hohenheimer Lehrstuhl den Landeslehrpreis Baden-Württemberg. 2008 erhielt er gemeinsam mit der GfK den Innovationspreis der Deutschen Marktforschung des BVM e.V (Berufsverband Deutscher Markt- und Sozialforscher). Rufe an die Universitäten Marburg (2001), Darmstadt (2005), Göttingen (2009) und Dresden (2013) lehnte Voeth ab. Seit 2016 leitet Voeth den Stuttgarter Standort der 'Negotiation Academy Potsdam'. Seit 2019 ist Voeth Vorstand in der Deutschen Gesellschaft für Verhandlungsforschung e.V. (DGVF) und zudem im Kuratorium der Gesellschaft zur Erforschung des Markenwesens e.V. (GEM). Außerdem ist er Förderprofessor der Stuttgarter Geschäftsstelle des Vereins MTP – Marketing zwischen Theorie und Praxis e. V.
Voeth ist verheiratet und Vater von fünf Kindern. Seit 1987 ist er Mitglied der katholischen Studentenverbindung K.D.St.V. Sauerlandia Münster im CV.

## Wirken
Zu seinen Forschungsschwerpunkten zählen Verhandlungsforschung, B-to-B-marketing, Nutzenmessung und Business Development. Voeth hat zahlreiche wissenschaftliche Arbeiten und Aufsätze publiziert. Er tritt in der SWR-Sendung Marktcheck auf und bewertet das Marketing von Produkten und Marken.

## Schriften
- mit Klaus Backhaus: Handbuch Industriegütermarketing. 2. Auflage. Gabler, 2015, ISBN 978-3-8349-4680-5.
- Nutzenmessung in der Kaufverhaltensforschung. Deutscher Universitäts-Verlag, 2000, ISBN 3-8244-9035-8.
- Gruppengütermarketing. Vahlen, 2003, ISBN 3-8006-2860-0.
- mit Klaus Backhaus: International Marketing. 6. Auflage. Schäffer-Poeschel, 2010, ISBN 978-3-7910-2162-1. (deutsch)
- mit Klaus Backhaus und Joachim Büschken: International Marketing. Palgrave Macmillan, 2004, ISBN 0-333-96388-1. (englisch)
- mit Klaus Backhaus: Handbuch Industriegütermarketing. Gabler, 2004, ISBN 3-409-12501-9.
- mit Klaus Backhaus: Industriegütermarketing. 10. Auflage. Vahlen, 2014, ISBN 978-3-8006-4763-7.
- mit Joachim Büschken und Rolf Weiber: Innovationen für das Industriegütermarketing. Schäffer-Poeschel, 2007, ISBN 978-3-7910-2526-1.
- mit Uta Herbst: Verhandlungsmanagement: Planung, Steuerung und Analyse. 2. Auflage. Schäffer-Poeschel, 2015, ISBN 978-3-7910-3570-3.
- mit Uta Herbst: Marketing-Management: Grundlagen, Konzeption und Umsetzung. Schäffer-Poeschel, 2013, ISBN 978-3-7910-3271-9.